# Eutrichota quadrirecta
Eutrichota quadrirecta är en tvåvingeart som beskrevs av Qian och Fan 1981. Eutrichota quadrirecta ingår i släktet Eutrichota och familjen blomsterflugor. Inga underarter finns listade i Catalogue of Life.